# Vang 'ns een Marsupilami!
Vang 'ns een Marsupilami! is een stripalbum uit de reeks Marsupilami. Het verscheen voor het eerst in 2002 bij uitgeverij Marsu Productions.
Hoewel de reeks Marsupilami door Batem wordt getekend, bevat Vang 'ns een Marsupilami! exclusief materiaal van André Franquin, de bedenker van het stripfiguurtje. Het album bestaat uit enkele kortverhalen en bevat enkel oud materiaal. Het meeste van dat materiaal was voorheen niet (meer) in albumvorm te verkrijgen. De meeste verhalen spelen zich af in het universum van Robbedoes en Kwabbernoot. Deze Marsupilami is een andere dan die in de rest van de reeks.
Het album verscheen ter ere van de 50ste verjaardag van het figuurtje. Het kreeg volgnummer nul, omdat de verhalen chronologisch voor album één (De staart van de Marsupilami) komen. Het is ook een verwijzing naar de problematische nummering van de oorspronkelijke reeks van Guust: die bevat eveneens een nummer nul waarin het oudste materiaal is opgenomen.
Voor dit album werden de verhalen opnieuw ingekleurd en beletterd; de titels, die door Franquin werden gemaakt, zijn behouden. De afbeelding die dient als omslag werd oorspronkelijk gebruikt als omslag van het 2270ste nummer van Spirou en als poster (1981).

## Verhalen
Het album bevat volgende verhalen:
- De Marsupilami zet de stad op stelten (scenario van Peyo[1], 1955): de Marsupilami steelt een grasmachine en richt heel wat schade aan.
- Kerstmis voor een herrieschopper (1956): in de kerstnacht redt de Marsupilami een roodborstje uit de klauwen van de kat, die kat uit de klauwen van een hond. De hond ten slotte wordt ook geholpen als hij geslagen wordt door een mens. De Marsupilami legt het roodborstje voor de kachel, Robbedoes en Kwabbernoot komen dezelfde nacht toevallig nog thuis met de hond en de kat, die ze ook onderdak willen schenken.
- Het kerstgebak (samen met Jidéhem, 1957): Roeltje moet kerstgebak halen, maar zijn muts met het geld in wordt voor de grap op een standbeeld gezet. De Marsupilami krijgt een groot geldbriefje in handen en stopt het al spelend in de muts, die hij vervolgens aan Roeltje teruggeeft. Zonder het te beseffen, heeft Roeltje plots erg veel wisselgeld voor zijn arme ouders.
- Laat de roodborstjes met rust (1956): de Marsupilami beschermt een nest roodborstjes tegen een kat.
- Les Patins téléguidés (verhaal zonder titel in het Nederlands, vrij vertaald: "de telegeleide rolschaatsen"; samen met Jidéhem, scenario van Marcel Denis, 1957): Kwabbernoot heeft rolschaatsen die werken op een afstandsbediening. De Marsupilami krijgt de afstandsbediening in handen en hij stuurt Kwabbernoot de stad in, waar hij veel schade aanricht.
- Fantasio et le siphon (verhaal zonder titel in het Nederlands, vrij vertaald: "Kwabbernoot en de sifonfles"; samen met Jidéhem, scenario van Marcel Denis, 1957): een vertegenwoordiger probeert Kwabbernoot een sifon aan te smeren. Kwabbernoot is er niet mee opgezet en bovendien steelt de Marsupilami een sifon. Hij spuit Kwabbernoot en de postbode nat. Als bij toeval krijgt Kwabbernoot net een sifon per post cadeau. De postbode en Kwabbernoot krijgen het aan de stok.
- De kooi (decors van Will, 1965): jager Bring M. Backalive heeft een kleine Marsupilami gevangen. Diens vader bevrijdt het diertje en sluit Backalive zelf op in een kooi.
- 'n Marsupilami te vangen! (decors van Will, scenario met hulp van Yvan Delporte, 1981): Backalive zoekt een Marsupilami en krijgt hulp van twee indianen. De twee sturen hem echter naar een zieke indiaan, waarna Backalive dezelfde ziekte krijgt: hij wordt geel met zwarte stippen.

Voorts bevat het album nog zestien gags met onder meer Robbedoes, Kwabbernoot en Roeltje. Deze werden getekend in de periode tussen 1968 en 1981. Ten slotte is er ook één illustratie met meneer Demesmaeker uit Guust.